# Велика кнежевина Литванија
Велика кнежевина Литванија (рутен. Великое князство Литовское, Руское, Жомойтское и иных, лат. Magnus Ducatus Lituaniae, пољ. Wielkie Księstwo Litewskie) је била кнежевина које се простирала на територији данашњих држава: Литваније, Белорусије, и делова Украјине, Русије и Пољске. Она је постојала од 13. века до 1795, када је територија подељена између Руског царства, Краљевине Пруске и Хабзбуршког царства Аустрије. Државу су основали Литванци, који су у то време били многобожачка нација рођена из неколико уједињених балтичких племена из Аукштајтије. Иако је Литванска велика кнежевина владала широким областима источне Европе, током времена су источнословенске културе и језици постали доминантни. Велики кнежеви су себе сматрали ваљаним наследницима владара Кијевске Русије. Носили су титулу: велики кнез (magnus dux) Литваније, Саматије и Русије. Почетком 16. века родило се ривалство Пољске и Литваније у борби за „Руско наслеђе“. 
Велико војводство се проширило на велике делове бивше Кијевске Русије и других суседних држава, укључујући данашњу Белорусију и делове Украјине, Летоније, Пољске, Русије и Молдавије. У свом највећем обиму, у 15. веку, била је највећа држава у Европи. То је била мултиетничка и мултиконфесионална држава, са великом разноликошћу у језицима, религији и културном наслеђу.
Консолидација литванских земаља почела је крајем 12. века. Миндовг, први владар Великог војводства, крунисан је за католичког краља Литваније 1253. Паганска држава била је мета верског крсташког рата од стране Тевтонских витезова и Ливонског реда. Брза територијална експанзија започела је у касној владавини Гедимина и наставила се ширити под диархијом и заједничким вођством његових синова Алгирдаса и Кестутиса. Алгирдасов син Јагело потписао је 1386. Кревску унију, доневши две велике промене у историји Великог војводства Литваније: прелазак на хришћанство и успостављање династичке уније између Великог војводства Литваније и Круне Краљевине Пољске.
Владавина Витолда Великог, Кестутисовог сина, означила је највеће територијално проширење Великог војводства и пораз Тевтонских витезова у бици код Гринвалда 1410. Такође је означила успон литванског племства. Након Витолдове смрти, однос Литваније са Пољском краљевином се знатно погоршао. Литвански племићи, укључујући и породицу Радзивиљ, покушали су да разбију унију са Пољском.

### Средњи век
Током 14. века, нарочито у време владавине великих кнежева Гедимина и његових синова Алгирдаса и Кестута, Литванији је успело да се наметне као велика сила источне Европе. 
Гедиминас је 1323. основао своју престоницу Вилну (данас Вилњус). После монголске инвазије у источну Европу и уништења Кијевске Русије, многи источнословенски кнежеви су се милом или силом прикључили великом кнежевству Литваније, услед слабости Златне хорде. На западу је стално претила опасност од Тевтонских витезова са којим су кнежеви вековима ратовале.

### Унија са Пољском
Литвански велики кнез Јогаила је 1386. закључио уговор о женидби са једанаестогодишњом наследницом пољског престола краљицом Јадвигом. Део овог уговора било је обећање о кнежевом покрштавању, покрштавању целе паганске Литваније, и давању неких територија Пољској. Овај уговор је познат као Унија из Крева и довео је до уједињења Пољске и Литваније. После Јогаилиног покрштавања и венчања, он је добио краљевско име „Владислав ” и постао зачетник династије Јагелонаца. Владислав и Јадвига су владали заједно. Касније су власт над литванском кнежевином препустили владиславовом рођаку Витаутасу, који је касније добио име „Витаут Велики”. 
Литванија је 1569. препустила Пољској своје територије у данашњој Украјини, актом познатим као Унија из Лублина. Одбрана јужних крајева од напада Османског царства и његових вазала тако је допала у искључиву надлежност пољских краљева. Ова персонална унија је прерасла у Пољско-литванску државну заједницу.